# 군도: 민란의 시대
《군도: 민란의 시대》는 2014년 개봉된 대한민국의 시대극 액션 영화이다. 조선 철종 13년을 배경으로 탐관오리의 횡포에 저항하는 도적떼를 다루었다. 윤종빈 감독의 작품으로 하정우, 강동원, 이경영, 이성민, 조진웅이 출연했다.

## 줄거리
군도, 백성을 구하라!
양반과 탐관오리들의 착취가 극에 달했던 조선 철종 13년. 힘 없는 백성의 편이 되어
세상을 바로잡고자 하는 의적떼인 군도(群盜), 지리산 추설이 있었다.
쌍칼 도치 vs 백성의 적 조윤
잦은 자연재해, 기근과 관의 횡포까지 겹쳐 백성들의 삶이 날로 피폐해 져 가는 사이,
나주 대부호의 서자로 조선 최고의 무관 출신인 조윤은 극악한 수법으로 양민들을 수탈,
삼남지방 최고의 대부호로 성장한다. 한편 소, 돼지를 잡아 근근이 살아가던 천한 백정 돌무치는
죽어도 잊지 못할 끔찍한 일을 당한 뒤 군도에 합류. 지리산 추설의 신 거성(新 巨星) 도치로 거듭난다.
뭉치면 백성, 흩어지면 도적!
망할 세상을 뒤집기 위해, 백성이 주인인 새 세상을 향해 도치를 필두로 한 군도는 백성의 적,
조윤과 한 판 승부를 시작하는데...

## 캐스팅
- 하정우 : 돌무치 / 도치 역 - 본 작의 주인공. 조윤의 음모에 휘말려서 화재로 어머니와 누이동생을 잃고 머리에 화상을 입는다.
- 강동원 : 조윤 역 -  본 작의 메인 빌런 및 최종 보스. 곱상한 외모, 호리호리한 체형에 어울리지 않게 19세에 무과에 장원 급제한 조선제일검이자
- 조진웅 : 이태기 역 - 양반이 아닌 중인 신분.
- 이성민 : 대호 역 - 지리산 추설의 우두머리.
- 마동석 : 천보 역 - 힘이 아주 센 장사.
- 이경영 : 땡추 역 - 지리산 추설의 정신적 지주.
- 윤지혜 : 마향 역 - 지리산 추설의 홍일점.
- 정만식 : 양집사 역
- 김성균 : 장씨 역
- 김재영 : 금산 역
- 김종구 : 최현기 역
- 주영호 : 옥내포졸 역
- 송영창 : 조대감 역
- 조선묵 : 이방 역
- 주진모 : 송영길 역
- 김병옥 : 토포사 역
- 강현중 : 박씨 역
- 임현성 : 염통 역

- 박명신 : 최씨부인 역
- 주성환 : 조공 부장 역
- 우정국 : 백성 1 역
- 최영도 : 백성 2 역
- 유상재 : 7인 무관 3 역
- 김광현 : 7인 무관 6 역
- 강신철 : 군도 4 역
- 박성현 : 군도 8 역
- 윤경호 : 조윤 노비 2 역
- 리민 : 조공 관리 2 역
- 박성택 : 창고 포졸 2 역
- 정충구 : 옥사 백성 1 역
- 이동용 : 옥사 백성 3 역
- 김시은 : 산채 아낙 역
- 유승용 : 우는 아이 역
- 김해숙 : 돌무치 모 역 (특별출연)
- 한예리 : 곡지 역 (특별출연)
- 이다윗 : 조서인 역 (특별출연)
- 김꽃비 : 정심 역 (특별출연)

## 수상 경력
- 2014년 제23회《부일영화상》 음악상 조영욱
- 2014년 제34회《한국영화평론가협회상》 음악상 조영욱
- 2014년 제34회《한국영화평론가협회상》 촬영상 최찬민
- 2014년 제14회《대한민국청소년영화제》 감독상 윤종빈
- 2014년 제51회《대종상》 의상상 조상경
- 2014년 제35회《청룡영화상》 촬영상 최찬민
- 2014년 제35회《청룡영화상》 조명상 유영종
- 2014년 제35회《청룡영화상》 음악상 조영욱
- 2014년 제20회《대한민국문화연예대상》 영화부문 남자 우수연기상 정만식
- 2015년 제20회《춘사영화상》 남우주연상 하정우